# Yello
Yello – szwajcarski zespół, grający swoistą odmianę muzyki elektronicznej, tzw. electro-pop. Grupę tworzy dwóch członków: Boris Blank (odpowiedzialny za muzykę) i Dieter Meier (wokalista). Ich najbardziej znane utwory to Oh Yeah, The Race wykorzystane w wielu filmach (np. Uciekające zakonnice, Sekret mojego sukcesu, K-9) oraz temat pt. Jingle Bells z filmu Śnięty Mikołaj.

## Historia zespołu

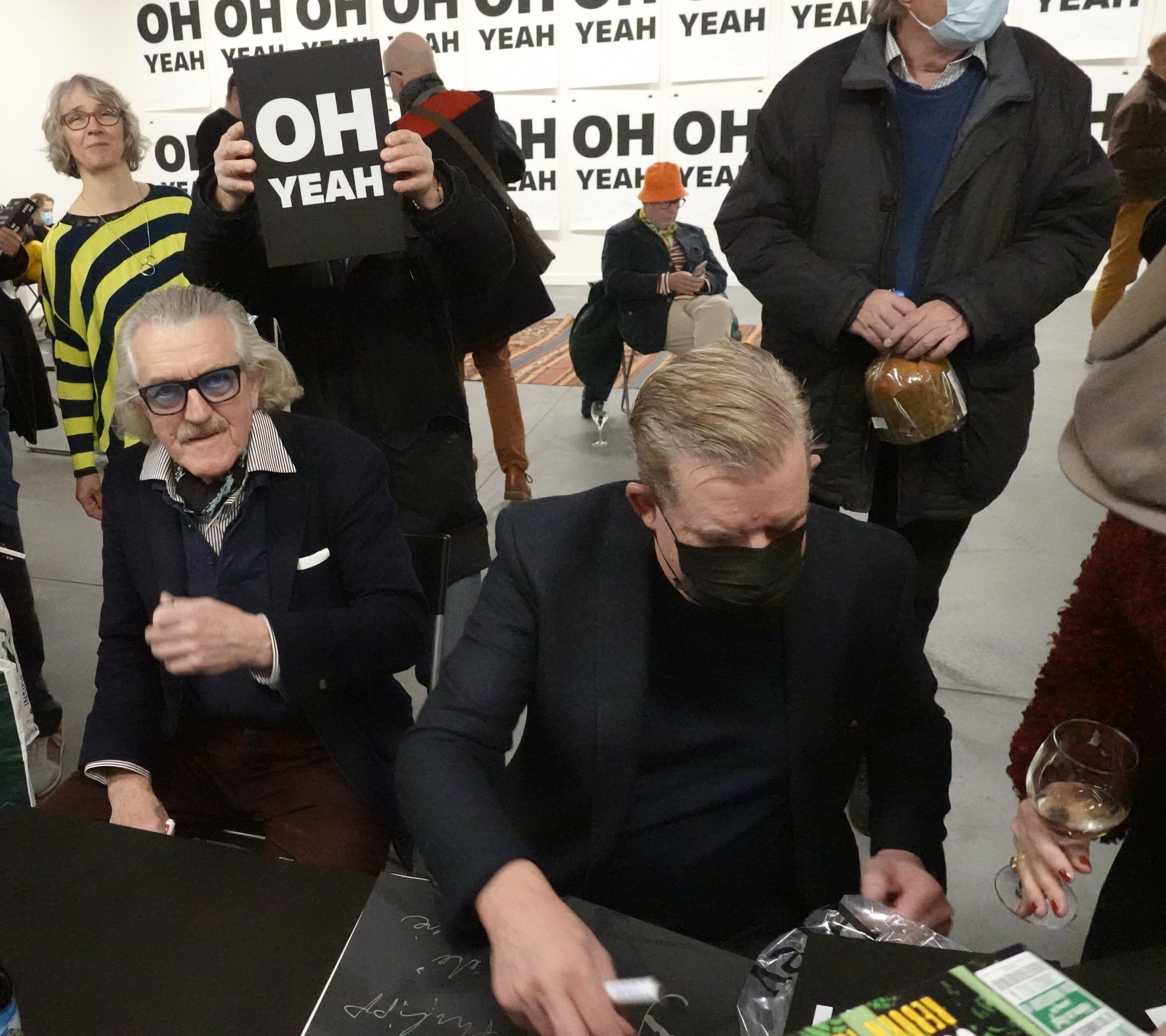
Dieter Meier i Boris Blank w 2021 r.

Yello założyli Boris Blank i Carlos Perón pod koniec lat 70. W 1979 roku postanowili dokooptować wokalistę. Ich wybór padł na Dietera Meiera – playboya milionera, którego niski głos dodał utworom Borisa Blanka wyrazistości. Ich pierwszy singel I.T. Splash został wydany w 1979 roku. W 1980 roku wydali debiutancki album Solid Pleasure, zawierający spory hit taneczny Bostich. Jednakże prawdziwy sukces odnieśli dopiero w 1983 roku singlami I Love You i Lost Again oraz ugruntowali go w 1985 roku wydaniem albumu Stella, zawierającego przeboje Oh Yeah, Vicious Games i Desire. W 1984 roku Carlos Peron odszedł z zespołu, aby skoncentrować się na karierze solowej. Ogromny sukces przyszedł w 1988 roku, kiedy wydali na singlu utwór The Race – do dzisiaj bardzo popularny w ilustrowaniu wszelkich filmów związanych z samochodami, wyścigami i rajdami. W latach dziewięćdziesiątych, zafascynowani współczesnymi twórcami muzyki elektronicznej, zmienili swoje oblicze na bardziej taneczne, nie rezygnując jednak ze swoich charakterystycznych dźwięków. Utworami takimi jak How How, To the Sea czy Planet Dada udało im się dopasować do obecnych trendów muzyki tanecznej.
Yello to oryginalny zespół, wyprzedzający swoje czasy. Już na samym początku opanowali techniki samplingu i loopów,  tworząc własny styl będący mieszanką ambitnej elektroniki i popowego feelingu.
Meier zajmuje się także kręceniem filmów (wszystkie teledyski Yello zostały przez niego wyreżyserowane), napisał scenariusz i wyreżyserował filmy Jetzt und Alles i Lightmaker. Realizował także teledyski dla zespołów Alphaville (utwór Big in Japan) i Trio (Da Da Da).

## Dyskografia

### Albumy
- 1980 Solid Pleasure
- 1981 Claro Que Si
- 1983 You Gotta Say Yes to Another Excess
- 1985 Stella
- 1987 One Second
- 1988 Flag
- 1991 Baby
- 1993 Essential
- 1994 Zebra
- 1997 Pocket Universe
- 1999 Motion Picture
- 2003 The Eye
- 2007 Progress and Perfection(inne języki)
- 2009 Touch Yello
- 2016 Toy (album Yello)(inne języki)
- 2020 Point (album Yello)(inne języki)

### Single
- 1979 I.T. Splash
- 1980 Bimbo
- 1981 Bostich
- 1981 Pinball Cha Cha
- 1981 She’s Got A Gun
- 1982 You Gotta Say Yes To Another Excess
- 1983 I Love You
- 1983 Let Me Cry
- 1983 Lost Again
- 1983 Pumping Velvet / No More Words
- 1984 Live At The Roxy N.Y. Dec '83
- 1985 Desire
- 1985 Oh Yeah
- 1985 Vicious Games
- 1986 Goldrush
- 1987 Call It Love
- 1987 The Rhythm Divine(inne języki) (z udziałem Shirley Bassey)
- 1988 The Race
- 1988 Tied Up
- 1989 Blazing Saddles
- 1989 Of Course I'm Lying
- 1990 Unbelievable (temat z filmu Przygody Forda Fairlane’a)
- 1991 Rubberbandman
- 1991 Who's Gone?
- 1992 Jungle Bill
- 1993 Drive/Driven
- 1994 Do It
- 1994 How How
- 1995 Jingle Bells (temat z filmu Śnięty Mikołaj)
- 1995 Tremendous Pain
- 1996 To The Sea
- 1999 Squeeze Please
- 2003 Planet Dada
- 2006 Oh Yeah Oh Six
- 2016 Limbo
- 2020 Waba Duba

### Kolekcje, remiksy i inne wydawnictwa
- 1986 Yello 1980–1985: The New Mix in One Go
- 1988 The 12" Collection (6x12")
- 1989 The CD Single Collection (5xCD)
- 1989 The Yello Video (VHS)
- 1992 Essential Yello
- 1995 Essential Christmas (kolekcja singli – promocja filmu Śnięty Mikołaj)
- 1995 Hands on Yello
- 1996 La Habanera – Hands On Yello (The Remixes) (2x12”)
- 1996 On Track (The Mixes) (3x12”)
- 1999 Eccentrix Remixes
- 2005 Remaster Series (Box Set + 6xCD – komplet reedytowanych sześciu pierwszych albumów zespołu)